# کایری هیمانن
کایری هیمانن (انگلیسی: Kairi Himanen؛ زادهٔ ۱۱ نوامبر ۱۹۹۲) بازیکن فوتبال اهل استونی است.
وی همچنین در تیم‌های ملی فوتبال Estonia women's national under-19 football team و Estonia women's national football team بازی کرده‌است.